# Johannes Gottlob Paul Voigt
Johannes Gottlob Paul Voigt (* 28. November 1889 in Neuruppin; † 8. April 1954 in Düsseldorf) war ein deutscher Landrat, Industriemanager und Verwaltungsrichter.

## Ausbildung
Nach dem Abitur am Joachimsthalsches Gymnasium in Berlin studierte Paul Voigt ab 1907 an den Universitäten Greifswald und Friedrich-Wilhelms-Universität zu Berlin Rechtswissenschaften und Nationalökonomie. Zu Beginn des Studiums wurde er in Greifswald Mitglied des Corps Pomerania. 1910 bestand er das Referendarexamen. Im gleichen Jahr wurde er zum Dr. jur. promoviert. Das Referendariat absolvierte er bis 1914 beim Amtsgericht Groß-Lichterfelde und bei der Bezirksregierung in Frankfurt an der Oder. 1915 legte er das zweite juristische Staatsexamen ab und wurde zum Regierungsassessor ernannt. Am Ersten Weltkrieg nahm er als Leutnant der Reserve im Ulanenregiment Nr. 3 teil.

## Karriere
1918 war er als Assessor zunächst beim Kreis Höchst, im Polizeipräsidium Frankfurt am Main und im Landratsamt des Landkreises Hanau tätig. Zum 1. Oktober 1919 wurde er zunächst vertretungsweise, dann kommissarisch und am 1. April 1920 schließlich endgültig Landrat des Landkreises Hanau.
Zum 1. August 1922 schied er aus dem Staatsdienst aus, weil er die Aufgabe eines Vorstandes und Direktors der Maschinenfabrik Buckau R. Wolf in Magdeburg übernahm. 1929 wurde er in Berlin Vorstand des Rüstungsunternehmens Berlin-Karlsruher Industrie-Werke AG.
Der Zweite Weltkrieg beendete seine Karriere in der Rüstungsindustrie und er kehrte in den Staatsdienst zurück, wurde am 19. Dezember 1945 zum Regierungsdirektor ernannt und war nun im Regierungspräsidium Hannover und dem ihm angegliederten Oberversicherungsamt, bei letzterem als Stellvertreter des Regierungspräsidenten, tätig.
Am 15. September 1946 wurde er Vizepräsident des Landesverwaltungsgerichts Hannover. Zum 1. Juni 1949 wurde er Präsident des Landesverwaltungsgerichts Oldenburg.

## Privates
Nach der Pensionierung zog er nach Düsseldorf, wo er 1954 nach einer Operation verstarb.
Am 30. Oktober hatte er Hella, geb. Kleinherne, geheiratet.